# GR 65

Jakobswege in Frankreich

Der GR 65 (frz.: Grande Randonnée 65) ist ein Fernwanderweg des GR-Fernwanderwegenetzes. Er erstreckt sich von den französischen Voralpen durch das südliche Zentralfrankreich bis zu den Pyrenäen.

## Details
Die Route beginnt in der Schweiz in Genf und führt durch Frankreich über Le Puy-en-Velay, Nasbinals, Conques, Figeac, Moissac, Aire-sur-l’Adour bis nach Roncevaux in Spanien. Damit entspricht der GR 65 bis Le Puy-en-Velay dem Jakobsweg Via Gebennensis und im weiteren Verlauf der Via Podiensis. Im Jahr 1998 hat die UNESCO die Via Podiensis, und damit Teile des GR 65, als Teil der Wege der Jakobspilger in Frankreich als Weltkulturerbe anerkannt.
Der GR 65 verläuft durch Gegenden wie die Vulkankegel des Vivarais, das karge Bergland des Aubrac sowie die Gascogne. Teile des Grande Randonnée 65 überlappen sich mit dem Europäischen Fernwanderweg E3.
Der GR 65 hat eine Länge von rund 1110 km mit dem tiefsten Punkt bei 57 m und dem höchsten Punkt bei 1424 m.